# Бакнер, Куинн
Уильям Куинн Бакнер (англ. William Quinn Buckner; родился 20 августа 1954, Финикс, Иллинойс) — американский профессиональный баскетболист и тренер. В течение десяти лет играл в НБА в трёх командах («Милуоки Бакс», «Бостон Селтикс» и «Индиана Пэйсерс»). В 1984 году он выиграл титул чемпиона НБА в составе «Бостон Селтикс». Один из восьми игроков в истории, выигравших чемпионат NCAA, чемпионат НБА и золотую олимпийскую медаль.

## Ранние годы
Бакнер родился в 1954 году в Фениксе, штат Иллинойс, и играл в баскетбол в средней школе Торнридж в Долтоне, штат Иллинойс. Его команда «Соколы» проиграла только одну игру в течение его младшего и старшего сезонов и выиграли два титула чемпиона штата. Команда 1972 года была непобедимой, ни одна команда не подобралась к ней ближе, чем на 14 очков, и часто упоминается как величайшая команда в истории школьного баскетбола Иллинойса. Бакнер также был отличным футболистом, добившись успеха в старшей школе. Он является единственным человеком, который стал игроком года в Чикаго как в футболе, так и в баскетболе.
В колледже Бакнер играл в баскетбол за команду Индианского университета в Блумингтоне под руководством тренера Боба Найта. В течение трёх лет он был капитаном баскетбольной команды в Индианском университете, а также один год играл в футбол. Он играл за мужскую сборную США по баскетболу на Чемпионате мира ФИБА 1974 года, завоевав бронзовую медаль.

## Карьера игрока
Играл на позиции атакующего защитника. Учился в Индианском университете в Блумингтоне, в 1976 году был выбран на драфте НБА под 7-м номером командой «Милуоки Бакс». Позже выступал за команды «Бостон Селтикс» и «Индиана Пэйсерс». Всего в НБА провёл 10 сезонов. В 1972 году стал лучшим баскетболистом среди учащихся старшей школы. В составе «Селтикс» Бакнер в 1984 году стал чемпионом НБА. Четыре раза включался во 2-ю сборную всех звёзд защиты НБА (1978, 1980—1982). В 1976 году Бакнер стал чемпионом Национальной ассоциации студенческого спорта (NCAA). Всего за карьеру в НБА сыграл 719 игр, в которых набрал 5929 очков (в среднем 8,2 за игру), сделал 1969 подборов, 3114 передач, 1337 перехватов и 80 блок-шотов.
В 1974 году Бакнер выиграл в составе сборной США бронзовые медали чемпионата мира по баскетболу в Пуэрто-Рико. В 1975 году стал в составе сборной США чемпионом Панамериканских игр в Мехико, в которых принимал участие в качестве запасного. В 1976 году стал в составе сборной США олимпийским чемпионом летних Олимпийских игр в Монреале.

## Карьер тренера
После завершения профессиональной карьеры тренировал команду «Даллас Маверикс» (1993—1994).

## Статистика

### Статистика в НБА
| Сезон                                                                                    | Команда | Регулярный сезон | Регулярный сезон | Регулярный сезон | Регулярный сезон | Регулярный сезон | Регулярный сезон | Регулярный сезон | Регулярный сезон | Регулярный сезон | Регулярный сезон | Регулярный сезон | Серия плей-офф | Серия плей-офф | Серия плей-офф | Серия плей-офф | Серия плей-офф | Серия плей-офф | Серия плей-офф | Серия плей-офф | Серия плей-офф | Серия плей-офф | Серия плей-офф |
| Сезон                                                                                    | Команда | GP               | GS               | MPG              | FG%              | 3P%              | FT%              | RPG              | APG              | SPG              | BPG              | PPG              | GP             | GS             | MPG            | FG%            | 3P%            | FT%            | RPG            | APG            | SPG            | BPG            | PPG            |
| ---------------------------------------------------------------------------------------- | ------- | ---------------- | ---------------- | ---------------- | ---------------- | ---------------- | ---------------- | ---------------- | ---------------- | ---------------- | ---------------- | ---------------- | -------------- | -------------- | -------------- | -------------- | -------------- | -------------- | -------------- | -------------- | -------------- | -------------- | -------------- |
| 1976/77                                                                                  | Милуоки | 79               |                  | 26,5             | 43,4             | 0,0              | 53,9             | 3,3              | 4,7              | 2,4              | 0,3              | 8,6              | Не участвовал  | Не участвовал  | Не участвовал  | Не участвовал  | Не участвовал  | Не участвовал  | Не участвовал  | Не участвовал  | Не участвовал  | Не участвовал  | Не участвовал  |
| 1977/78                                                                                  | Милуоки | 82               |                  | 25,3             | 46,8             | 0,0              | 64,5             | 3,0              | 5,6              | 2,3              | 0,2              | 9,3              | 9              |                | 28,6           | 50,0           | 0,0            | 65,2           | 3,0            | 6,9            | 2,0            | 0,1            | 11,2           |
| 1978/79                                                                                  | Милуоки | 81               |                  | 21,7             | 45,4             | 0,0              | 63,2             | 2,6              | 5,8              | 1,9              | 0,2              | 7,2              | Не участвовал  | Не участвовал  | Не участвовал  | Не участвовал  | Не участвовал  | Не участвовал  | Не участвовал  | Не участвовал  | Не участвовал  | Не участвовал  | Не участвовал  |
| 1979/80                                                                                  | Милуоки | 67               |                  | 25,2             | 46,7             | 40,0             | 73,4             | 3,6              | 5,7              | 2,0              | 0,1              | 10,7             | 7              |                | 23,6           | 34,0           | 0,0            | 63,6           | 2,3            | 4,4            | 2,1            | 0,0            | 6,1            |
| 1980/81                                                                                  | Милуоки | 82               |                  | 29,1             | 49,3             | 16,7             | 73,4             | 3,6              | 4,7              | 2,4              | 0,0              | 13,3             | 7              |                | 26,1           | 43,3           | 0,0            | 68,8           | 2,9            | 5,0            | 1,6            | 0,0            | 9,0            |
| 1981/82                                                                                  | Милуоки | 70               | 70               | 30,8             | 48,2             | 26,7             | 65,5             | 3,6              | 4,7              | 2,5              | 0,0              | 12,9             | Не участвовал  | Не участвовал  | Не участвовал  | Не участвовал  | Не участвовал  | Не участвовал  | Не участвовал  | Не участвовал  | Не участвовал  | Не участвовал  | Не участвовал  |
| 1982/83                                                                                  | Бостон  | 72               | 56               | 21,7             | 44,2             | 0,0              | 63,2             | 2,6              | 3,8              | 1,5              | 0,1              | 7,9              | 7              | 0              | 14,0           | 43,2           | 0,0            | 0,0            | 1,4            | 0,3            | 0,1            | 0,0            | 4,6            |
| 1983/84                                                                                  | Бостон  | 79               | 0                | 15,8             | 42,7             | 0,0              | 64,9             | 1,7              | 2,7              | 1,1              | 0,0              | 4,1              | 23             | 0              | 11,7           | 40,5           | 0,0            | 54,5           | 1,5            | 1,2            | 0,6            | 0,0            | 3,3            |
| 1984/85                                                                                  | Бостон  | 75               | 6                | 11,4             | 38,3             | 0,0              | 64,0             | 1,2              | 2,0              | 0,8              | 0,0              | 2,4              | 15             | 0              | 5,7            | 59,1           | 0,0            | 62,5           | 0,5            | 0,8            | 0,4            | 0,0            | 2,1            |
| 1985/86                                                                                  | Индиана | 32               | 3                | 13,1             | 47,1             | 0,0              | 70,4             | 1,6              | 2,7              | 1,3              | 0,1              | 3,7              | Не участвовал  | Не участвовал  | Не участвовал  | Не участвовал  | Не участвовал  | Не участвовал  | Не участвовал  | Не участвовал  | Не участвовал  | Не участвовал  | Не участвовал  |
|                                                                                          | Всего   | 687              | 132              | 23,0             | 46,0             | 18,9             | 65,6             | 2,8              | 4,4              | 1,9              | 0,1              | 8,5              | 68             | 0              | 15,5           | 43,9           | 0,0            | 61,0           | 1,7            | 2,5            | 0,9            | 0,0            | 5,1            |
| Наведите курсор мыши на аббревиатуры в заголовке таблицы, чтобы прочесть их расшифровку. |         |                  |                  |                  |                  |                  |                  |                  |                  |                  |                  |                  |                |                |                |                |                |                |                |                |                |                |                |